# Panulia moestaria
Panulia moestaria är en fjärilsart som beskrevs av Walker 1866. Panulia moestaria ingår i släktet Panulia och familjen mätare. Inga underarter finns listade i Catalogue of Life.